# Ambai
Ambai, nom de plume de C.S. Lakshmi, est une écrivaine originaire du Tamil Nadu, au sud de l’Inde, née en 1944. Écrivaine, traductrice, universitaire spécialisée en Women's studies, son œuvre a été récompensée par de nombreux prix.

## Biographie
Lakshmi est née à Coimbatore, au Tamil Nadu en 1944. Elle grandit à Mumbai et au Bangalore. Après avoir obtenu son M.A au Bangalore et son PhD de l’Université Jawaharlal-Nehru à New Delhi, elle commence sa carrière en tant que professeure et conférencière. Mariée au cinéaste Vishnu Mathur,  elle vit à Mumbai.

## Carrière littéraire
En 1962, Ambai publie son premier ouvrage Nandimalai Charalilae, écrit lorsqu’elle n’était encore qu’une adolescente. Elle a été récompensée plusieurs fois pour son œuvre : en 2005 elle reçoit le prix Pudumaipiththan, puis le « Lifetime Literary Achievement », remis par le The Tamil Literary Garden (en) de Toronto, en 2008, et enfin le prix Kalaignyar Mu. Karunanidhi Porkizi pour une œuvre de fiction, remis par l’association des éditeurs et des libraires d’Inde du Sud lors du salon du livre de Chennai en 2011. Elle est aujourd’hui à la tête de l’organisation SPARROW (Sound & Picture Archives for Research on Women). 
L’œuvre d’Ambai est publiée pour la première fois en français par les Éditions Zulma avec De haute lutte (2015).

## Œuvres

### En français
- De haute lutte, Éditions Zulma, 2015, traduit du tamoul par Dominique Vitalyos et Krishna Nagarathinam

### En anglais
- A Purple Sea, East West Publishers, 1997 (anthologie de nouvelles écrites entre 1970 et 1990)
- Two Novelas and a Story (sélection de trois textes : Wrestling, Unpublished Manuscript, Fish in a Dwindling Lake), Katha, 2004
- In a Forest, a Deer, Oxford University Press, 2006
- Fish in a Dwindling Lake, Penguin Books India, 2012

### En suédois
- Flod, Bokförlaget Tranan, 2008

### En espagnol
- Un movimiento, una carpeta, algunas lágrimas, KRK Ediciones, 2011